# Lista de prêmios e indicações recebidos por Claudia Leitte
Lista de prêmios e indicações recebidas pela cantora Claudia Leitte.

## Capricho Awards
Capricho Awards é uma premiação realizada pela revista Capricho.
| Ano  | Recipiente           | Categoria               | Resultado |
| ---- | -------------------- | ----------------------- | --------- |
| 2008 | Claudia Leitte       | Melhor Cantora Nacional | Venceu    |
| 2008 | Claudia Leitte       | Melhor Capa da CH       | Indicado  |
| 2008 | Claudia Leitte       | Melhor Estilo Nacional  | Venceu    |
| 2008 | "Pássaros"           | Melhor Clipe Nacional   | Venceu    |
| 2008 | "Exttravasa"         | Melhor Hit Nacional     | Venceu    |
| 2008 | "Exttravasa Tour"    | Melhor Show             | Venceu    |
| 2008 | claudialeitte.com.br | Melhor Site             | Venceu    |
| 2010 | Claudia Leitte       | Melhor Artista Nacional | Venceu    |

## Grammy Latino
Grammy Latino é a principal e consagrada premiação de música.
| Ano  | Recipiente  | Categoria                                    | Resultado |
| ---- | ----------- | -------------------------------------------- | --------- |
| 2010 | As Máscaras | Melhor Álbum de Pop Contemporâneo Brasileiro | Indicado  |

## Grupo Record

### Prêmio R7
| Ano  | Recipiente | Categoria                           | Resultado |
| ---- | ---------- | ----------------------------------- | --------- |
| 2016 | "Corazón"  | Hit do Carnaval de Salvador em 2016 | Indicado  |
| 2017 | "Taquitá"  | Hit do Carnaval de Salvador em 2017 | Venceu    |

### Prêmio Record FM
| Ano  | Recipiente       | Categoria     | Resultado |
| ---- | ---------------- | ------------- | --------- |
| 2009 | "Beijar na Boca" | Melhor Música | Venceu    |

## Guinness World Records
O Guinness World Records é uma edição publicada anualmente, que contém uma coleção de recordes e superlativos reconhecidos internacionalmente, tanto em termos de performances humanas como de extremos da natureza.
| Ano  | Prêmio                                                                                | Resultado |
| ---- | ------------------------------------------------------------------------------------- | --------- |
| 2005 | Doze horas cantando sem intervalo encima de um trio elétrico.                         | Venceu    |
| 2009 | O maior beijaço coletivo do mundo (8372 casais, recorde promovido por Claudia Leitte) | Venceu    |

## Latin Music Italian Awards
O Latin Music Italian Awards, na sigla LMIA é um evento musical que ocorre anualmente na cidade de Milão. Organizado pela Latin Music Oficial com a intenção de divulgar, promover e reconhecer a música latina na Itália e Europa.
| Ano  | Recipiente     | Categoria                                 | Resultado |
| ---- | -------------- | ----------------------------------------- | --------- |
| 2016 | Claudia Leitte | Best Latin Alternative Artist of The Year | Indicado  |
| 2016 | "Corazón"      | Best Latin Collaboration of The Year      | Venceu    |
| 2017 | Claudia Leitte | Best Brazilian Artist of the Year         | Indicada  |
| 2017 | Claudia Leitte | Best Latin Concert in Italy of The Year   | Indicada  |

## Melhores do Ano
O Melhores do Ano é uma premiação realizada pela emissora Rede Globo.
| Ano  | Recipiente     | Categoria                     | Resultado |
| ---- | -------------- | ----------------------------- | --------- |
| 2006 | Babado Novo    | Melhor Grupo ou Dupla Musical | Venceu    |
| 2007 | Babado Novo    | Melhor Grupo ou Dupla Musical | Venceu    |
| 2009 | Claudia Leitte | Melhor Cantora                | Venceu    |
| 2010 | Claudia Leitte | Melhor Cantora                | Indicado  |
| 2014 | Claudia Leitte | Melhor Cantora                | Venceu    |
| 2015 | Claudia Leitte | Melhor Cantora                | Indicado  |

## Melhores do Ano FM O Dia
Melhores do Ano FM O Dia é uma premiação realizada pela uma emissora de rádio brasileira da cidade do Rio de Janeiro.
| Ano  | Recipiente     | Categoria            | Resultado |
| ---- | -------------- | -------------------- | --------- |
| 2004 | Babado Novo    | Melhor Grupo/Artista | Venceu    |
| 2007 | Claudia Leitte | Melhor Artista Solo  | Venceu    |

## MTV Awards

### Video Music Brasil Awards
MTV Video Music Brasil (VMB) foi uma premiação musical realizada pela MTV Brasil, cuja primeira edição ocorreu em 1995 com o intuito de premiar os melhores videoclipes nacionais e internacionais através da votação de sua audiência e de um júri especializado para categorias técnicas.
| Ano  | Recipiente     | Categoria      | Resultado |
| ---- | -------------- | -------------- | --------- |
| 2007 | Claudia Leitte | Artista do Ano | Venceu    |

## Nickelodeon

### Meus Prêmios Nick
O Meus Prêmios Nick é uma premiação realizada pelo canal infanto-juvenil Nickelodeon.
| Ano  | Recipiente     | Categoria      | Resultado |
| ---- | -------------- | -------------- | --------- |
| 2007 | Babado Novo    | Melhor Banda   | Venceu    |
| 2007 | Claudia Leitte | Melhor Cantora | Venceu    |
| 2008 | Claudia Leitte | Melhor Cantora | Indicado  |
| 2009 | Claudia Leitte | Melhor Cantora | Venceu    |
| 2010 | Claudia Leitte | Melhor Cantora | Venceu    |
| 2011 | Claudia Leitte | Melhor Cantora | Indicado  |
| 2013 | Claudia Leitte | Melhor Cantora | Venceu    |
| 2014 | Claudia Leitte | Melhor Cantora | Indicado  |
| 2015 | Claudia Leitte | Melhor Cantora | Indicado  |

## Prêmio Aratu
| Ano  | Recipiente             | Categoria     | Resultado |
| ---- | ---------------------- | ------------- | --------- |
| 2009 | "Beijar na Boca"       | Melhor Música | Venceu    |
| 2014 | "Claudinha Bagunceira" | Melhor Música | Venceu    |

## Prêmio Axezeiro
| Ano  | Recipiente       | Categoria     | Resultado |
| ---- | ---------------- | ------------- | --------- |
| 2009 | "Beijar na Boca" | Melhor Música | Venceu    |

## Prêmio Carnaval Sustentável
| Ano  | Recipiente         | Categoria                | Resultado |
| ---- | ------------------ | ------------------------ | --------- |
| 2017 | "Bloco Largadinho" | Melhor Bloco de Carnaval | 1º Lugar  |

## Prêmio Correio
| Ano  | Recipiente                                                | Categoria     | Resultado |
| ---- | --------------------------------------------------------- | ------------- | --------- |
| 2009 | "Beijar na Boca"                                          | Melhor Música | Venceu    |
| 2017 | "Taquitá"                                                 | Melhor Música | Indicado  |
| 2017 | "Tô Pro Crime" (Katê com participação de Claudia Leitte)" | Melhor Música | Indicado  |

## Prêmio Contigo! Online
| Ano  | Recipiente  | Categoria | Resultado |
| ---- | ----------- | --------- | --------- |
| 2021 | Melhor Live | O Trio    | Venceu    |

## Prêmio F5
| Ano  | Recipiente       | Categoria      | Resultado |
| ---- | ---------------- | -------------- | --------- |
| 2014 | "Claudia Leitte" | Cantora do Ano | Indicado  |

## Prêmio Folia
| Ano  | Recipiente                | Categoria                   | Resultado |
| ---- | ------------------------- | --------------------------- | --------- |
| 2012 | "Claudia Leitte"          | Melhor Cantora              | Venceu    |
| 2012 | "Claudia Leitte"          | Melhor Performance de Axé   | Venceu    |
| 2012 | "Dia da Farra e do Beijo" | Melhor Música               | Venceu    |
| 2012 | "Negalora - Íntimo"       | Melhor Álbum                | Venceu    |
| 2013 | "Claudia Leitte"          | Melhor Performance Feminina | Indicado  |
| 2013 | "Claudia Leitte"          | Melhor Performance de Axé   | Indicado  |
| 2013 | "Largadinho"              | Melhor Música               | Venceu    |

## Prêmio Gshow
Votação organizada pelo site gshow para premiar artistas contratados da Rede Globo que se destacaram durante o ano.
| Ano  | Recipiente     | Categoria     | Resultado |
| ---- | -------------- | ------------- | --------- |
| 2016 | Claudia Leitte | Fandom do Ano | Venceu    |
| 2017 | Claudia Leitte | Fandom do Ano | Indicado  |
| 2018 | Claudia Leitte | Fandom do Ano | Indicado  |

## Prêmio iBahia
| Ano  | Recipiente | Categoria               | Resultado |
| ---- | ---------- | ----------------------- | --------- |
| 2017 | "Taquitá"  | Música do Carnaval 2017 | Venceu    |

## Prêmio Itapoan FM
| Ano  | Recipiente       | Categoria                      | Resultado |
| ---- | ---------------- | ------------------------------ | --------- |
| 2009 | "Beijar na Boca" | Melhor Música                  | Venceu    |
| 2011 | "Claudia Leitte" | Melhor Cantora                 | Venceu    |
| 2011 | "Claudia Leitte" | Destaque do Carnaval           | Venceu    |
| 2012 | "Claudia Leitte" | Destaque do Carnaval           | Venceu    |
| 2014 | "Claudia Leitte" | Melhor Cantora                 | Venceu    |
| 2014 | "Claudia Leitte" | Melhor Performance do Carnaval | Venceu    |
| 2015 | "Claudia Leitte" | Melhor Cantora                 | Venceu    |
| 2016 | "Claudia Leitte" | Melhor Puxadora de Trio        | Venceu    |
| 2016 | "Claudia Leitte" | Melhor Cantora                 | Venceu    |
| 2024 | "Claudia Leitte" | Melhor Cantora                 | Venceu    |
| 2025 | "Claudia Leitte" | Melhor Cantora                 | Venceu    |

## Prêmio Jovem Brasileiro
Prêmio Jovem Brasileiro é uma importante premiação brasileira, criada em 2002, homenageia os jovens que estão em destaque na música, televisão, cinema, esportes, meio ambiente e internet brasileira.
| Ano  | Recipiente     | Categoria            | Resultado |
| ---- | -------------- | -------------------- | --------- |
| 2011 | Claudia Leitte | Melhor Cantora Jovem | Venceu    |
| 2016 | "Corazón Tour" | Melhor Show          | Indicado  |

## Prêmio Multishow de Música Brasileira
O Prêmio Multishow de Música Brasileira é uma premiação realizada anualmente pelo canal Multishow.
| Ano  | Recipiente                     | Categoria       | Resultado |
| ---- | ------------------------------ | --------------- | --------- |
| 2004 | Babado Novo                    | Banda Revelação | Venceu    |
| 2006 | "Bola de Sabão"                | Melhor Clipe    | Indicado  |
| 2007 | Babado Novo                    | Melhor Banda    | Indicado  |
| 2007 | Claudia Leitte                 | Melhor Cantora  | Indicado  |
| 2008 | Claudia Leitte                 | Melhor Cantora  | Indicado  |
| 2008 | "Exttravasa"                   | Melhor Música   | Indicado  |
| 2009 | "Ao Vivo em Copacabana"        | Melhor CD       | Indicado  |
| 2009 | "Beijar na Boca"               | Melhor Música   | Indicado  |
| 2010 | Claudia Leitte                 | Melhor Cantora  | Indicado  |
| 2010 | "As Máscaras (Se Deixa Levar)" | Melhor Música   | Indicado  |
| 2010 | "As Máscaras (Se Deixa Levar)" | Prêmio TVZé     | Venceu    |
| 2010 | "Claudia Leitte Sette Tour"    | Melhor Show     | Indicado  |
| 2013 | Claudia Leitte                 | Melhor Cantora  | Indicado  |
| 2013 | "Largadinho"                   | Melhor Música   | Indicado  |
| 2014 | Claudia Leitte                 | Melhor Cantora  | Indicado  |

## Prêmio Piatã FM
| Ano  | Recipiente       | Categoria     | Resultado |
| ---- | ---------------- | ------------- | --------- |
| 2009 | "Beijar na Boca" | Melhor Música | Venceu    |
| 2017 | "Taquitá"        | Melhor Música | Venceu    |

## Prêmio Quem de Música
O Prêmio Quem de Música é uma premiação realizada pela Revista Quem.
| Ano  | Recipiente     | Categoria      | Resultado |
| ---- | -------------- | -------------- | --------- |
| 2014 | Claudia Leitte | Melhor Cantora | Venceu    |
| 2015 | Claudia Leitte | Melhor Cantora | Venceu    |
| 2016 | Claudia Leitte | Melhor Cantora | Indicado  |
| 2016 | Claudia Leitte | Homenagem      | Venceu    |

## Prêmio Rádio Globo
| Ano  | Recipiente       | Categoria      | Resultado |
| ---- | ---------------- | -------------- | --------- |
| 2007 | "Claudia Leitte" | Melhor Cantora | Venceu    |

## Prêmio Rádio Sociedade da Bahia
| Ano  | Recipiente       | Categoria     | Resultado |
| ---- | ---------------- | ------------- | --------- |
| 2009 | "Beijar na Boca" | Melhor Música | Venceu    |
| 2017 | "Taquitá"        | Melhor Música | Indicado  |

## Prêmio SBT Folia
| Ano  | Recipiente       | Categoria        | Resultado |
| ---- | ---------------- | ---------------- | --------- |
| 2012 | "Claudia Leitte" | Musa do Carnaval | Venceu    |
| 2016 | "Claudia Leitte" | Musa do Carnaval | Indicado  |
| 2017 | "Claudia Leitte" | Musa do Carnaval | Indicado  |

## Prêmio Sucesso FM
| Ano  | Recipiente       | Categoria      | Resultado |
| ---- | ---------------- | -------------- | --------- |
| 2009 | "Beijar na Boca" | Melhor Música  | Venceu    |
| 2010 | "Claudia Leitte" | Melhor Cantora | Venceu    |

## Prêmio Você na Folia
| Ano  | Recipiente                | Categoria     | Resultado |
| ---- | ------------------------- | ------------- | --------- |
| 2012 | "Dia da Farra e do Beijo" | Melhor Música | Venceu    |

## Prêmio YouTube Carnaval
O Prêmio YouTube Carnaval, criado com a intenção de reconhecer as músicas que serão hit nas festividades brasileiras.
| Ano  | Recipiente | Categoria     | Resultado |
| ---- | ---------- | ------------- | --------- |
| 2016 | "Corazón"  | Melhor Música | Venceu    |
| 2017 | "Taquitá"  | Melhor Música | Venceu    |

## Press Awards
| Ano  | Recipiente  | Categoria    | Resultado |
| ---- | ----------- | ------------ | --------- |
| 2008 | Babado Novo | Melhor Banda | Venceu    |

## Rainha das Rainhas
Votação realizada pelo site UOL para escolher a melhor rainha de bateria do carnaval.
| Ano  | Recipiente     | Categoria          | Resultado |
| ---- | -------------- | ------------------ | --------- |
| 2015 | Claudia Leitte | Rainha das Rainhas | Venceu    |

## Revista VIP
Desde 1998, os leitores da revista elegem pelo site as 100 mulheres mais sexy do mundo, ao estilo de revistas estrangeiras como Maxim e FHM.
| Ano  | Recipiente     | Categoria             | Resultado                          |
| ---- | -------------- | --------------------- | ---------------------------------- |
| 2006 | Claudia Leitte | As 100+ Sexy do Mundo | 9º lugar                           |
| 2007 | Claudia Leitte | As 100+ Sexy do Mundo | 6º lugar                           |
| 2008 | Claudia Leitte | As 100+ Sexy do Mundo | 15º lugar                          |
| 2009 | Claudia Leitte | As 100+ Sexy do Mundo | 6º lugar                           |
| 2010 | Claudia Leitte | As 100+ Sexy do Mundo | 7º lugar                           |
| 2011 | Claudia Leitte | As 100+ Sexy do Mundo | 11º lugar                          |
| 2012 | Claudia Leitte | As 100+ Sexy do Mundo | 23º lugar                          |
| 2013 | Claudia Leitte | As 100+ Sexy do Mundo | 25º lugar                          |
| 2014 | Claudia Leitte | As 100+ Sexy do Mundo | 5º lugar                           |
| 2015 | Claudia Leitte | As 100+ Sexy do Mundo | 40º lugar                          |
| 2016 | Claudia Leitte | As 100+ Sexy do Mundo | 44º lugar                          |
| 2017 | Claudia Leitte | As 100+ Sexy do Mundo | Predefinição:Não apareceu na lista |

## Troféu Badalando
| Ano  | Recipiente       | Categoria                   | Resultado |
| ---- | ---------------- | --------------------------- | --------- |
| 2012 | "Largadinho"     | Melhor Música               | Venceu    |
| 2012 | "Claudia Leitte" | Melhor Performance Feminina | Venceu    |
| 2012 | "Claudia Leitte" | Melhor Banda Nacional       | Venceu    |
| 2012 | "Claudia Leitte" | Melhor Pipoca               | Venceu    |

## Troféu Bahia Folia
| Ano  | Categoria               | Indicação                      | Resultado | Ref.   |
| ---- | ----------------------- | ------------------------------ | --------- | ------ |
| 2003 | Música do Carnaval 2003 | Cai Fora                       | Indicado  | —      |
| 2004 | Música do Carnaval 2004 | Safado, Cachorro, Sem-vergonha | Indicado  | —      |
| 2005 | Música do Carnaval 2005 | Caranguejo                     | Indicado  | —      |
| 2006 | Música do Carnaval 2006 | Bola de Sabão                  | Indicado  | —      |
| 2007 | Música do Carnaval 2007 | Insolação do Coração           | Indicado  | —      |
| 2008 | Música do Carnaval 2008 | Exttravasa                     | Indicado  | —      |
| 2009 | Música do Carnaval 2009 | Beijar na Boca                 | Indicado  | —      |
| 2010 | Música do Carnaval 2010 | As Máscaras (Se Deixa Levar)   | Indicado  | —      |
| 2011 | Música do Carnaval 2011 | Água                           | Indicado  | —      |
| 2012 | Música do Carnaval 2012 | Dia da Farra e do Beijo        | Indicado  | —      |
| 2013 | Música do Carnaval 2013 | Largadinho                     | Indicado  | —      |
| 2014 | Música do Carnaval 2014 | Claudinha Bagunceira           | Indicado  | —      |
| 2015 | Música do Carnaval 2015 | Cartório                       | Indicado  | —      |
| 2017 | Música do Carnaval 2017 | Taquitá                        | Indicado  | [ 25 ] |
| 2018 | Música do Carnaval 2018 | Lacradora                      | Indicado  |        |
| 2019 | Música do Carnaval 2019 | Saudade                        | Indicado  |        |

## Troféu Band Folia

### Carnaval de Salvador
| Ano  | Categoria           | Indicação            | Resultado |
| ---- | ------------------- | -------------------- | --------- |
| 2003 | Melhor Banda        | Babado Novo          | Venceu    |
| 2004 | Melhor Banda        | Babado Novo          | Venceu    |
| 2006 | Melhor Banda        | Babado Novo          | Venceu    |
| 2007 | Melhor Banda        | Babado Novo          | Venceu    |
| 2008 | Melhor Banda        | Babado Novo          | Venceu    |
| 2008 | Melhor Cantora      | Claudia Leitte       | Venceu    |
| 2008 | Melhor Música       | Exttravasa           | Venceu    |
| 2009 | Melhor Música       | Beijar na Boca       | Venceu    |
| 2013 | Melhor Cantora      | Claudia Leitte       | Venceu    |
| 2014 | Melhor Cantora      | Claudia Leitte       | Indicado  |
| 2014 | Melhor Bloco de Rua | Bloco Largadinho     | Indicado  |
| 2014 | Melhor Música       | Claudinha Bagunceira | Indicado  |
| 2015 | Melhor Música       | Matimba              | Indicado  |
| 2015 | Melhor Cantora      | Claudia Leitte       | Indicado  |
| 2015 | Melhor Bloco de Rua | Bloco Largadinho     | Indicado  |
| 2016 | Melhor Cantora      | Claudia Leitte       | Indicado  |
| 2017 | Música do Carnaval  | Taquitá              | Venceu    |
| 2018 | Música do Carnaval  | Carnaval             | Indicado  |
| 2019 | Música do Carnaval  | Balancinho           | Indicado  |
| 2024 | Melhor Cantora      | Claudia Leitte       | Venceu    |

### Carnatal
| Ano  | Categoria                | Indicação               | Resultado |
| ---- | ------------------------ | ----------------------- | --------- |
| 2007 | Melhor Banda             | Babado Novo             | Venceu    |
| 2007 | Melhor Artista           | Claudia Leitte          | Venceu    |
| 2008 | Melhor Cantora           | Claudia Leitte          | Venceu    |
| 2010 | Melhor Cantora           | Claudia Leitte          | Venceu    |
| 2011 | Melhor Cantora           | Claudia Leitte          | Venceu    |
| 2011 | Melhor Bloco do Carnatal | Bloco Caju              | Venceu    |
| 2011 | Melhor Música            | Dia da Farra e do Beijo | Venceu    |

## Troféu Batuque
| Ano  | Categoria      | Resultado | Indicação      |
| ---- | -------------- | --------- | -------------- |
| 2004 | Melhor Banda   | Venceu    | Babado Novo    |
| 2004 | Melhor Cantora | Venceu    | Claudia Leitte |

## Troféu Carnatal 96
| Ano  | Categoria      | Resultado | Indicação                 |
| ---- | -------------- | --------- | ------------------------- |
| 2007 | Melhor Cantora | Venceu    | Claudia Leitte            |
| 2007 | Melhor Banda   | Venceu    | Babado Novo               |
| 2007 | Melhor Bloco   | Venceu    | "Bloco Caju"              |
| 2009 | Melhor Cantora | Venceu    | Claudia Leitte            |
| 2009 | Melhor Bloco   | Venceu    | "Bloco Caju"              |
| 2011 | Melhor Cantora | Venceu    | Claudia Leitte            |
| 2011 | Melhor Bloco   | Venceu    | "Bloco Caju"              |
| 2011 | Melhor Música  | Venceu    | "Dia da Farra e do Beijo" |
| 2012 | Melhor Bloco   | Venceu    | "Bloco Caju"              |
| 2014 | Melhor Cantora | Venceu    | Claudia Leitte            |
| 2014 | Melhor Música  | Venceu    | "Matimba"                 |
| 2014 | Melhor Bloco   | Venceu    | Bloco Largadinho          |

## Troféu Castro Alves
| Ano  | Categoria                           | Indicação      | Resultado |
| ---- | ----------------------------------- | -------------- | --------- |
| 2009 | Melhor Música                       | Beijar na Boca | Venceu    |
| 2010 | Melhor Cantora                      | Claudia Leitte | Indicado  |
| 2010 | Melhor Performance Feminina         | Claudia Leitte | Indicado  |
| 2011 | Melhor Bloco Osmar                  | Bloco Papa     | Indicado  |
| 2011 | Melhor Cantora                      | Claudia Leitte | Indicado  |
| 2011 | Melhor Performance Feminina         | Claudia Leitte | Indicado  |
| 2011 | Melhor Música de Axé                | Água           | Indicado  |
| 2012 | Melhor Cantora                      | Claudia Leitte | Venceu    |
| 2012 | Melhor Performance Feminina         | Claudia Leitte | Indicado  |
| 2013 | Melhor Cantora                      | Claudia Leitte | Venceu    |
| 2013 | Melhor Performance Feminina         | Claudia Leitte | Venceu    |
| 2013 | Melhor Música                       | Largadinho     | Indicado  |
| 2014 | Melhor Performance Feminina         | Claudia Leitte | Venceu    |
| 2015 | Melhor Cantora                      | Claudia Leitte | Venceu    |
| 2015 | Melhor Performance Feminina         | Claudia Leitte | Venceu    |
| 2017 | Música do Carnaval de Salvador 2017 | Taquitá        | Venceu    |

## Troféu Correio Folia Junina
| Ano  | Recipiente  | Categoria                | Resultado |
| ---- | ----------- | ------------------------ | --------- |
| 2022 | "Dengo Meu" | 'Essa música é meu xodó' | Venceu    |

## Troféu Dodô e Osmar
| Ano           | Categoria                            | Indicação        | Resultado                    |
| ------------- | ------------------------------------ | ---------------- | ---------------------------- |
| 2003          | Banda Revelação                      | Babado Novo      | Venceu                       |
| 2003          | Cantora Revelação                    | Claudia Leitte   | Venceu                       |
| 2004          | Melhor Produção de Moda Feminino     | Claudia Leitte   | Venceu                       |
| 2005          | Melhor Cantora                       | Claudia Leitte   | Indicado                     |
| 2006          | Melhor Cantora                       | Claudia Leitte   | Indicado                     |
| 2007          | Melhor Cantora                       | Claudia Leitte   | Indicado                     |
| 2007          | Melhor Bloco da Avenida Campo Grande | Bloco Papa       | Indicado                     |
| 2008          | Melhor Cantora                       | Claudia Leitte   | Indicado                     |
| 2008          | Melhor Música                        | Exttravasa       | Indicado                     |
| 2009          | Melhor Cantora                       | Claudia Leitte   | Indicado                     |
| Melhor Música | Beijar na Boca                       | Indicado         |                              |
| 2010          | Melhor Projeto de Trio               | Trio Transformer | Venceu                       |
| 2010          | Melhor Cantora                       | Claudia Leitte   | Indicado                     |
| 2010          | Melhor Produção de Moda Feminino     | Claudia Leitte   | Indicado                     |
| 2011          | Melhor Produção de Moda Feminino     | Claudia Leitte   | Venceu                       |
| 2011          | Melhor Cantora                       | Claudia Leitte   | Indicado                     |
| 2014          | Melhor Produção de Moda Feminino     | Claudia Leitte   | Venceu                       |
| 2014          | Melhor Cantora                       | Claudia Leitte   | Venceu                       |
| 2015          | Cantora Destaque                     | Claudia Leitte   | Indicado                     |
| 2015          | Melhor Produção de Moda Feminino     | Claudia Leitte   | Dividido com Daniela Mercury |
| 2016          | Cantora Destaque                     | Claudia Leitte   | Indicado                     |
| 2016          | Melhor Produção de Moda Feminino     | Claudia Leitte   | Indicado                     |

## Troféu FM O Dia
| Ano  | Categoria             | Resultado | Indicação      |
| ---- | --------------------- | --------- | -------------- |
| 2004 | Melhor Banda          | Venceu    | Babado Novo    |
| 2007 | Melhor Cantora de Axé | Venceu    | Claudia Leitte |

## Trófeu Ih, Miga
| Ano  | Categoria               | Resultado | Indicação      |
| ---- | ----------------------- | --------- | -------------- |
| 2017 | Melhor Cantora          | Venceu    | Claudia Leitte |
| 2017 | Melhor Figurino         | Venceu    | Claudia Leitte |
| 2017 | Melhor Música           | Venceu    | "Taquitá"      |
| 2018 | Melhor Cantora          | Venceu    | Claudia Leitte |
| 2018 | Melhor Pipoca           | Venceu    | Claudia Leitte |
| 2019 | Melhor Cantora          | Indicado  | Claudia Leitte |
| 2019 | Melhor Look             | Venceu    | Claudia Leitte |
| 2020 | Melhor Bloco            | Venceu    | "Blow Out"     |
| 2020 | Melhores Looks          | Venceu    | Claudia Leitte |
| 2021 | Melhor Live do Carnaval | Venceu    | "Live: O Trio" |

## Troféu Imprensa
| Ano  | Categoria               | Indicação      | Resultado |
| ---- | ----------------------- | -------------- | --------- |
| 2007 | Melhor Cantora          | Claudia Leitte | Indicado  |
| 2007 | Melhor Conjunto Musical | Babado Novo    | Venceu    |
| 2008 | Melhor Cantora          | Claudia Leitte | Indicado  |
| 2008 | Melhor Conjunto Musical | Babado Novo    | Venceu    |
| 2009 | Melhor Cantora          | Claudia Leitte | Venceu    |
| 2010 | Melhor Cantora          | Claudia Leitte | Indicado  |
| 2011 | Melhor Cantora          | Claudia Leitte | Indicado  |
| 2012 | Melhor Cantora          | Claudia Leitte | Indicado  |
| 2013 | Melhor Cantora          | Claudia Leitte | Indicado  |
| 2015 | Melhor Cantora          | Claudia Leitte | Indicado  |

## Troféu Internet
| Ano  | Categoria               | Indicação      | Resultado |
| ---- | ----------------------- | -------------- | --------- |
| 2008 | Melhor Conjunto Musical | Babado Novo    | Indicado  |
| 2009 | Melhor Cantora          | Claudia Leitte | Venceu    |
| 2010 | Melhor Cantora          | Claudia Leitte | Indicado  |
| 2011 | Melhor Música           | Famo$a         | Venceu    |
| 2011 | Melhor Cantora          | Claudia Leitte | Indicado  |
| 2012 | Melhor Cantora          | Claudia Leitte | Indicado  |
| 2013 | Melhor Cantora          | Claudia Leitte | Indicado  |
| 2015 | Melhor Cantora          | Claudia Leitte | Indicado  |
| 2018 | Melhor Cantora          | Claudia Leitte | Indicada  |
| 2018 | Melhor Música           | Baldin de Gelo | Indicada  |

## Troféu LFTV Folia & Festa e Folia
| Ano  | Recipiente     | Categoria               | Resultado |
| ---- | -------------- | ----------------------- | --------- |
| 2024 | Claudia Leitte | Melhor Puxadora de Trio | Venceu    |
| 2025 | Claudia Leitte | Melhor Cantora          | Venceu    |

## Troféu Oscar Folia
| Ano  | Categoria                | Indicação                      | Resultado | Ref.   |
| ---- | ------------------------ | ------------------------------ | --------- | ------ |
| 2008 | Melhor Cantora           | Claudia Leitte                 | Venceu    | [ 42 ] |
| 2009 | Melhor Cantora           | Claudia Leitte                 | Venceu    | [ 43 ] |
| 2009 | Melhor Bloco             | Beija Eu                       | Venceu    | [ 43 ] |
| 2009 | Melhor Música            | Beijar na Boca                 | Venceu    | [ 43 ] |
| 2011 | Melhor Cantora           | Claudia Leitte                 | Indicado  | [ 44 ] |
| 2013 | Melhor Atração Pipoca    | Claudia Leitte                 | Venceu    | [ 45 ] |
| 2014 | Melhor Atração Pipoca    | Claudia Leitte                 | Venceu    | [ 46 ] |
| 2014 | Melhor Cantora           | Claudia Leitte                 | Venceu    | [ 46 ] |
| 2014 | Melhor Dobradinha        | Claudia Leitte & Talitha Costa | Venceu    | [ 46 ] |
| 2015 | Melhor Cantora           | Claudia Leitte                 | Indicado  | [ 47 ] |
| 2015 | Melhor Atração da Pipoca | Claudia Leitte                 | Indicado  | [ 47 ] |
| 2018 | Melhor Cantora           | Claudia Leitte                 | Venceu    |        |

## Troféu S!M TV
| Ano  | Categoria                  | Resultado | Indicação      |
| ---- | -------------------------- | --------- | -------------- |
| 2008 | Melhor Cantora do Carnatal | Venceu    | Claudia Leitte |
| 2009 | Melhor Cantora do Carnatal | Venceu    | Claudia Leitte |
| 2010 | Melhor Cantora do Carnatal | Venceu    | Claudia Leitte |
| 2012 | Melhor Cantora do Carnatal | Venceu    | Claudia Leitte |

## Troféu Top Music Brasil
| Ano  | Categoria                        | Resultado | Indicação                 |
| ---- | -------------------------------- | --------- | ------------------------- |
| 2008 | Melhor Remix Nacional            | Venceu    | Exttravasa (Maxpop Remix) |
| 2008 | Melhor Música Nacional           | Indicado  | Exttravasa                |
| 2008 | Melhor Videoclipe Nacional       | Indicado  | Exttravasa                |
| 2008 | Melhor Show Nacional             | Indicado  | Exttravasa Tour           |
| 2008 | Melhor Artista Feminino Nacional | Indicado  | Claudia Leitte            |
| 2008 | Destaque Top Music Brasil        | Indicado  | Claudia Leitte            |
| 2009 | Melhor Artista Nacional          | Venceu    | Claudia Leitte            |
| 2009 | Melhor Show Nacional             | Indicado  | Sette Tour                |
| 2010 | Destaque Top Music Brasil        | Venceu    | Claudia Leitte            |
| 2010 | Melhor Artista Nacional          | Indicado  | Claudia Leitte            |
| 2011 | Melhor Show Nacional             | Indicado  | Claudia Leitte Tour       |
| 2013 | Hit Nacional do Ano              | Indicado  | Largadinho                |

## Troféu Top TVZ
| Ano  | Recipiente     | Categoria        | Resultado |
| ---- | -------------- | ---------------- | --------- |
| 2011 | Claudia Leitte | Artista Nacional | Venceu    |

## The Year In Vevo
| Ano  | Recipiente | Categoria             | Resultado |
| ---- | ---------- | --------------------- | --------- |
| 2015 | "Sinais"   | Please Come To Brazil | Venceu    |

## World Music Award
Em 2014, Claudia Leitte foi indicada em três categorias do World Music Award: melhor cantora mundial, melhor performance ao vivo e artista do ano.
| Ano  | Recipiente     | Categoria                            | Resultado |
| ---- | -------------- | ------------------------------------ | --------- |
| 2014 | Claudia Leitte | World's Best Female Artist           | Indicado  |
| 2014 | Claudia Leitte | World's Best Live Act                | Indicado  |
| 2014 | Claudia Leitte | World's Best Entertainer of the Year | Indicado  |

## Certificados

### [Connectmix]
Serviço de monitoramento musical das rádios.
| Ano  | Recipiente     | Categoria                                       | Resultado |
| ---- | -------------- | ----------------------------------------------- | --------- |
| 2017 | Taquitá        | Música do gênero axé mais executada das rádios  | 1º Lugar  |
| 2018 | Claudia Leitte | Artista do gênero axé mais executada das rádios | 1º Lugar  |
| 2021 | Claudia Leitte | Artista do gênero axé mais executada das rádios | 1º Lugar  |
| 2021 | Agradece       | Música do gênero axé mais executada das rádios  | 1º Lugar  |